# Капітанка (Голованівський район)
Капіта́нка — село в Побузькій громаді Голованівського району Кіровоградської області України. Населення становить 1387 осіб.

## Історія
8 січня 1920 року у Капітанці під час Зимового походу відділок Кінного полку Чорних Запорожців Армії УНР, очолюваний Петром Дяченком, розгромив роз'їзд Збірного козачого полку полковника Попова Збройних Сил Півдня Росії. Чорношличники захопили 12 верхових коней із сідлами та 3-х полонених. Після бою чорношличники переночували у Капітанці. Повертаючись з розвідувального рейду, у ніч з 9 на 10 січня знову зупинилися на відпочинок у Капітанці. У ніч з 23 на 24 січня чорношличники знову ночували у Капітанці. Тоді до них приєдналося 12 добровольців із села.

## Населення
Згідно з переписом УРСР 1989 року чисельність наявного населення села становила 1367 осіб, з яких 565 чоловіків та 802 жінки.
За переписом населення України 2001 року в селі мешкало 1386 осіб.

### Мова
Розподіл населення за рідною мовою за даними перепису 2001 року:
| Мова       | Відсоток |
| ---------- | -------- |
| українська | 96,11 %  |
| російська  | 3,46 %   |
| білоруська | 0,14 %   |
| вірменська | 0,14 %   |
| гагаузька  | 0,07 %   |
| молдовська | 0,07 %   |

## Постаті
- Полянецький Віктор Анатолійович (* 1951) — письменник, член Національної Спілки журналістів України, член Національної Спілки письменників України.
- Ікавчук Володимир Миколайович (1981—2025) — молодший сержант Збройних сил України, учасник російсько-української війни. Повний кавалер ордена «За мужність».